# Thüringenhalle

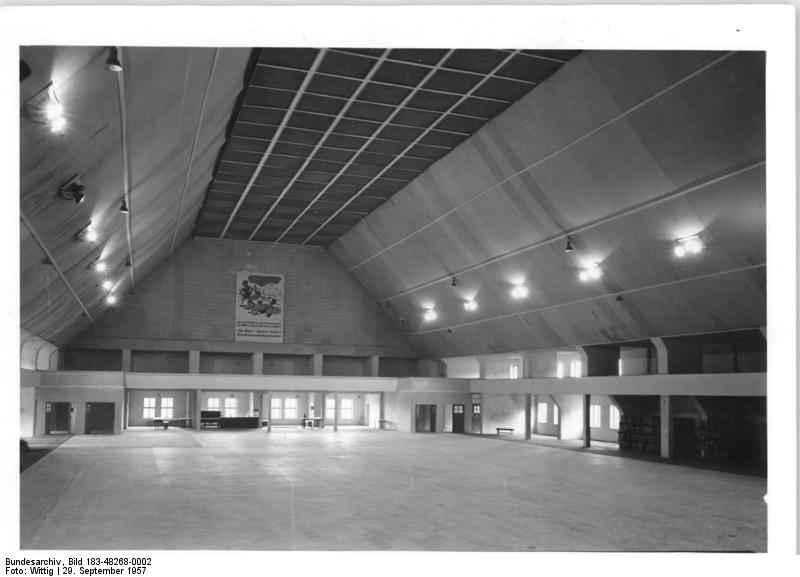
Innenansicht 1957

Die Thüringenhalle ist eine Veranstaltungshalle in der thüringischen Landeshauptstadt Erfurt. Sie befindet sich in der Löbervorstadt im Süden von Erfurt und ist Endpunkt der Stadtbahnlinie 1. Das Dach der Thüringenhalle steht mit seiner Holzkonstruktion, der großen Spannweite und seiner schwarzen Schiefereindeckung unter Denkmalschutz.
Der Rohbau der Halle wurde für das Bürgerschützenkorps von 1939 bis 1942 nach Plänen von Alfred Crienitz und Walter Ahrens im Stil eines niederdeutschen Bauernhauses errichtet. Teile der Halle liegen auf dem jüdischen Friedhof von Erfurt, der dafür zur Bauzeit teilweise abgetragen wurde. Die Halle war für Großveranstaltungen mit bis zu 10.000 Besuchern geplant. Am 8. November 1941 wurde Richtfest gefeiert. Dann wurde die Halle aus Kriegsgründen im Inneren nicht weiter ausgebaut, aber als Wehrmachtsdepot genutzt. Nach dem Einrücken der Amerikaner am 12. April 1945 bediente sich die Bevölkerung Erfurts an den Beständen (Orden, Schokolade, Zigaretten, Fleischkonserven).
Fertiggestellt wurde die Halle erst nach Ende des Zweiten Weltkriegs. 1947 fand in ihr die 1. Landesausstellung Bildender Künstler Thüringens statt, der weitere Kunstausstellungen folgten. Die Halle war Austragungsort von Spielen der Handball-Weltmeisterschaft der Männer 1958 und der Handball-Weltmeisterschaft der Männer 1974. So fanden 1958 die Spiele der Vorrundengruppe A und 1974 zwei Vorrundenspiele und eines der Platzierungsrunde in der Thüringenhalle statt. Vom 7. bis 12. September 1964 war sie Veranstaltungszentrum der 39. Internationalen Sechstagefahrt.
Es handelt sich um eine frei tragende Halle von 80 Metern Länge und 40 Metern Breite. Bis zur Errichtung der Messehallen in den 1990er-Jahren war sie die einzige größere Halle der Stadt. Auch heute dient sie noch für diverse Veranstaltungen wie Märkte oder Konzerte.
Am 16. März 2023 wurde die Halle wegen Einsturzgefahr des Daches geschlossen. Die Sanierungsarbeiten sollen mindestens bis 2025 dauern.